# غاربنياتي ميلانيزي
غاربنياتي ميلانيزي هي كومونا (بلدية) في منطقة ميلانو الحضرية في لومبارديا الإيطالية، تقع على بعد حوالي 15 كيلومتر (9أميال) شمال غرب ميلانو.
اعتباراً من 30 نوفمبر 2017، بلغ عدد سكانها 27.185 نسمة.
تحد غاربنياتي ميلانيزي البلديات التالية: كورونو بيرتوسيلا، سيزاتي، لينيت، سيناغو، أريسي، بولاتي، بارانزاتي
مُنحت غاربنياتي اللقب الفخري للمدينة بمرسوم رئاسي في 25 فبراير 1985.

## روابط خارجية
- الموقع الرسمي